# Éducation en Acadie
L'éducation est un aspect important de la société acadienne contemporaine et c'est le domaine où le plus de concessions ont été faites en faveur de ce groupe minoritaire en Amérique du Nord. L'histoire de l’éducation en Acadie est directement liée à l'amélioration des conditions de vie et à la renaissance de cette culture dès le milieu du XIXe siècle. Les Acadiens disposent désormais de réseau d'établissements d'enseignement francophones dans la plupart de leurs communautés, permettant d'étudier de la maternelle à l'université dans cette langue.

## Régime français (1604-1713)
Dès la fondation de l'Acadie en 1604, le gouvernement français s'assure d'offrir une éducation aux colons et aux amérindiens. Les communautés religieuses ont alors la responsabilité de l'éducation, qui est offerte en charité mais qui nécessite tout de même des subventions gouvernementales pour la construction des écoles. Les deux premiers missionnaires jésuites, les pères Biard et Massé, arrivent à Port-Royal vers 1611. Sept ans plus tard, les Récollets reçoivent le mandat d'enseigner en Acadie. Les trois missionnaires envoyés se rendent respectivement à Port-Royal, à Saint-Jean et à Miscou. Les Capucins arrivent plus tard.

## Régime britannique (1713-1755)
L’'Acadie est attaquée à plusieurs reprises durant son premier siècle d'existence avant d'être définitivement conquise par les Britanniques en 1713. Le nouveau gouvernement britannique décide d'angliciser la population et de la convertir au christianisme protestant . Cependant, les Acadiens décident de rester neutre face à l'adversité entre la France et la Grande-Bretagne, ce qui leur apporte des réprimandes des deux camps. La première action du gouvernement britannique est d'expulser les enseignants français et d'embaucher des enseignants protestants en Angleterre. Les Acadiens résistent alors tant bien que mal à l'assimilation. En 1770, le roi George III interdit à tout catholique de prêcher, d'enseigner ou de fonder une école. De plus, il favorise la venue d'enseignants protestants en leur offrant de meilleurs salaires et 500 acres de terrain.
En 1755, le gouverneur de la Nouvelle-Écosse, Charles Lawrence, fait prendre le fort Beauséjour aux mains des Français et commence la Déportation des Acadiens. Jusqu'en 1763, les territoires limitrophes de la Nouvelle-Écosse sont annexés et les Acadiens déportés vers la Nouvelle-Angleterre. De nombreux autres réussissent à s'enfuir vers le Canada, l'île Saint-Jean (actuelle Île-du-Prince-Édouard) ou se cachent chez les Amérindiens.
Pour ceux ayant échappé à la déportation, les conditions de vies sont très difficiles et l'éducation n'est pas une priorité. Le gouvernement britannique sépare son territoire en trois colonies, la Nouvelle-Écosse recevant les nouvelles régions conquises en 1763, l'Île-du-Prince-Édouard étant séparée en 1769 et le Nouveau-Brunswick en 1784. Des écoles anglophones sont déjà établies dans ces trois provinces et la tolérance des nouveaux gouvernements permet la construction de quelques rares écoles francophones. Par contre, afin d'éviter que la culture acadienne prenne de l'expansion, les gouvernements établiront à tour de rôle des réseaux d'écoles anglophones publiques.

## Du régime britannique à nos jours

### Nouvelle-Écosse

#### Retour à la normale
Une loi votée en 1766 interdit les écoles confessionnelles catholiques, s'attaquant ainsi à la population acadienne ainsi qu'aux immigrants irlandais. Après plusieurs démarches, cette loi sera modifiée en 1786, permettant l'éducation catholique des enfants de parents catholiques. Cette période est appelée les « années noires » par certains historiens dont Alphonse Deveau. Ce « vide culturel » favorise la montée l'illettrisme, illustré par le fait que la plupart des gens ne savent même plus signer leur nom. En 1841, le parlement adopte une loi permettant l'éducation dans les trois principales langues de la Nouvelle-Écosse, soit l'écossais, l'anglais et le français. L'école d'Arichat, construite en 1833, est transformée en académie et un séminaire est construit en 1853. Trois religieuse de la Congrégation de Notre-Dame de Montréal ainsi des Frères des écoles chrétiennes viennent enseigner dans la province peu de temps après, autant aux enfants qu'aux adultes le soir. Clare compte déjà 17 écoles pour 422 élèves en 1851.

### Nouveau-Brunswick
Le Nouveau-Brunswick est séparé de la Nouvelle-Écosse en 1784 pour former une nouvelle province.

## Situation actuelle
Le Ministère de l'Éducation du Nouveau-Brunswick a la responsabilité du financement des écoles et du respect des normes, mais la gestion des écoles et du programme scolaire est confiée aux deux secteurs indépendants français et anglais. La Nouvelle-Écosse a quant à elle un Conseil scolaire acadien provincial au sein de son ministère. Il gère 19 écoles unilingues françaises, offrant des cours de la maternelle à la 12e année et comptant 4 000 élèves et 600 employés. Toutes les provinces canadiennes possèdent des écoles francophones, et il est aussi possible d'étudier en français dans certaines écoles de Louisiane et du Maine.
Les Collèges communautaires du Nouveau-Brunswick comptent un secteur francophone de 5 établissements. L'Université de Moncton possède trois campus (Edmundston, Moncton, Shippagan). L'Université Sainte-Anne compte 4 campus en Nouvelle-Écosse et un à l'Île-du-Prince-Édouard, offrant une formation professionnelle et universitaire en français. Le Québec compte un vaste réseau de CÉGEP, correspondant au collège, ainsi que plusieurs universités.
Le Nouveau-Brunswick possède également un dense réseau de divers services publics en français. Elle est en effet la seule province officiellement bilingue au Canada, statut confirmé par les articles 16 et 16.1 de la Charte canadienne des droits et libertés ainsi que par la loi sur les langues officielles, la loi 88 et la loi sur les municipalités au niveau provincial. À part au Québec, où le français est la langue officielle, les services particuliers aux Acadiens sont à la discrétion des différents paliers de gouvernements. Le Conseil pour le développement du français en Louisiane (CODOFIL) est une agence de l'État pour la promotion de l'usage du français dans la population de Louisiane. 